# Makarora (rivière)
La rivière Makarora (anglais : Makarora River) est une rivière dans la région d'Otago sur l'Île du Sud de la Nouvelle-Zélande et un affluent du fleuve le Clutha.

## Géographie

La rivière Makarora, dans le parc national du mont Aspiring. Avril 2019.

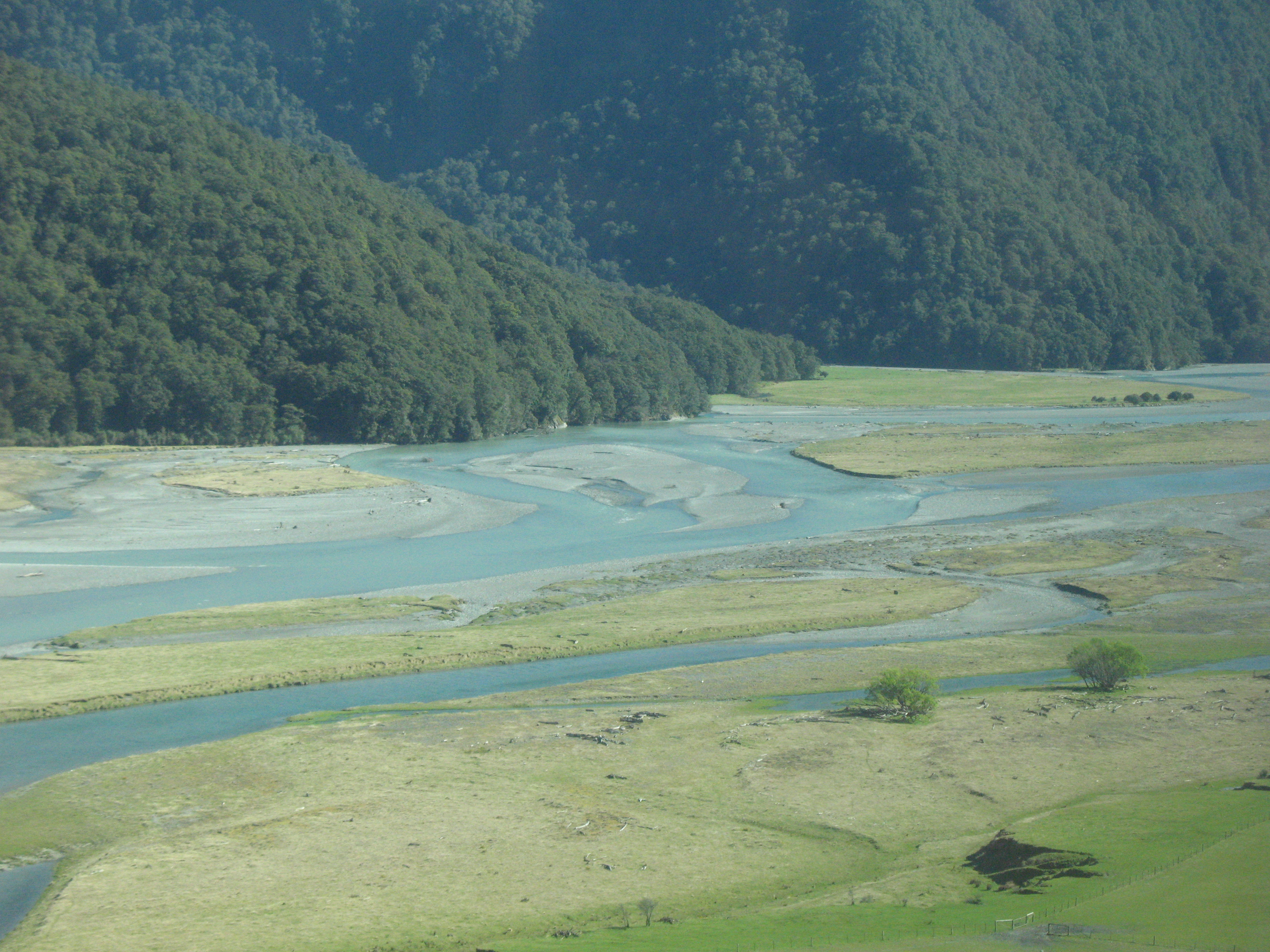
La rivière Makarora près de l'ouest de la ville de Makarora.

Sa source est dans le parc national du mont Aspiring sur le versant sud des Alpes du Sud à proximité du col de Haast, sous le mont Brewster (Nouvelle-Zélande) (2 516 m), qui partage les eaux entre les vallées de Makarora et celle du fleuve Haast.
Le Makarora coule vers le sud, en passant par le lieu Makarora et se jette dans l'extrémité nord du lac Wanaka. La rivière est un lieu de pêche et de motomarine.
Surtout dans les cours moyen et inférieur de la rivière est une rivière tressée. La State Highway 6 (de) suit la rive gauche.